# Калориметър
Калориметърът (от лат. calor — топлина и -метър, измервам) е уред за измерване на количеството топлина, отделяно или поглъщано от при даден физичен, химичен или биологичен процес. Изобретен е от Хуго Юнкерс. Терминът „калориметър“ е предложен от Антоан Лавоазие и Пиер Лаплас (1780).

## Съвременни калориметри
Съвременните калориметри работят в температурния диапазон от 0,1 до 3500 К и позволяват измервания на количеството топлина с точност до 0,01-10 %. Устройството на калориметрите е твърде разнообразно и се определя от характера и продължителността на изследвания процес, температурната област, в която се провеждат измерванията, количеството на измерваната топлина и необходимата точност.
Електрическият калориметър е съд с двойни стени, които го правят добър топлоизолатор. В съда се налива вода и в нея се потапя електрически нагревател.